# Serviço Social da Indústria 2021-2022
Questa voce raccoglie le informazioni riguardanti il Serviço Social da Indústria nella stagione 2021-2022.

## Stagione
Il Serviço Social da Indústria disputa la stagione 2021-22 senza alcuna denominazione sponsorizzata, utilizzando l'abbreviazione Sesi-SP.
In Superliga Série A chiude la stagione regolare in terza posizione, classificandosi per i play-off, dove esce di scena in semifinale, eliminato dal Sada, chiudendo quindi con un terzo posto finale.
Esce invece di scena ai quarti di finale della Coppa del Brasile, questa volta per mano dell'Índios Guarus, ottenendo un quinto posto finale.
A livello statale invece chiude il Campionato Paulista in quarta posizione, estromesso in semifinale dal BVC.

## Organigramma societario
Area direttiva
- Presidente: Alexandre Pflug

Area tecnica
- Allenatore: Anderson Rodrigues
- Assistente allenatore: José Lino

## Rosa
| N° | Nome                 | Ruolo | Data di nascita  | Nazionalità sportiva |
| -- | -------------------- | ----- | ---------------- | -------------------- |
| 2  | Mateus Bender        | P     | 20 ottobre 2002  | Brasile              |
| 3  | Ryan Azevedo         | P     | 30 maggio 2001   | Brasile              |
| 4  | Nathan Krupp         | S     | 20 novembre 2001 | Brasile              |
| 5  | Matheus Silva        | P     | 1º aprile 1997   | Brasile              |
| 6  | Marcos Gonçalves     | O     | 11 novembre 2003 | Brasile              |
| 7  | Thiery do Nascimento | C     | 2 giugno 2003    | Brasile              |
| 8  | Murilo Endres        | L     | 3 maggio 1981    | Brasile              |
| 9  | Victor Cardoso       | S     | 22 marzo 1999    | Brasile              |
| 10 | Matheus Pedrosa      | C     | 13 febbraio 2002 | Brasile              |
| 11 | Eric Endres          | S     | 3 marzo 2000     | Brasile              |
| 12 | Guilherme Emina      | S     | 10 luglio 1994   | Brasile              |
| 13 | Leonardo de Andrade  | C     | 14 maggio 2002   | Brasile              |
| 14 | Vinícius Sousa       | C     | 31 gennaio 2001  | Brasile              |
| 15 | Douglas Pureza       | L     | 16 novembre 1996 | Brasile              |
| 16 | Éder Carbonera       | C     | 19 ottobre 1983  | Brasile              |
| 17 | Murilo Sgorlon       | C     | 4 marzo 2000     | Brasile              |
| 18 | Darlan de Souza      | O     | 24 giugno 2002   | Brasile              |
| 19 | Robert dos Anjos     | S     | 29 marzo 2002    | Brasile              |
| 20 | Lukas Bergmann       | S     | 25 marzo 2004    | Brasile              |
| 22 | Paulo da Silva       | O     | 12 maggio 1986   | Brasile              |

## Statistiche

### Statistiche di squadra
| Competizione      | Punti | In casa | In casa | In casa | In trasferta | In trasferta | In trasferta | Totale | Totale | Totale |
| Competizione      | Punti | G       | V       | P       | G            | V            | P            | G      | V      | P      |
| ----------------- | ----- | ------- | ------- | ------- | ------------ | ------------ | ------------ | ------ | ------ | ------ |
| Superliga Série A | 45    | 14      | 9       | 5       | 13           | 10           | 3            | 27     | 19     | 8      |
| Coppa del Brasile | -     | 1       | 0       | 1       | 0            | 0            | 0            | 1      | 0      | 1      |
| Totale            | -     | 15      | 9       | 6       | 13           | 10           | 3            | 28     | 19     | 9      |

### Statistiche dei giocatori
| Giocatore        | Superliga Série A | Superliga Série A | Superliga Série A | Superliga Série A | Superliga Série A |
| Giocatore        | P                 | PT                | AV                | MV                | BV                |
| ---------------- | ----------------- | ----------------- | ----------------- | ----------------- | ----------------- |
| R. Azevedo       | 4                 | 0                 | 0                 | 0                 | 0                 |
| M. Bender        | 22                | 0                 | 0                 | 0                 | 0                 |
| L. Bergmann      | 7                 | 8                 | 8                 | 0                 | 0                 |
| É. Carbonera     | 20                | 188               | 120               | 47                | 21                |
| V. Cardoso       | 24                | 302               | 260               | 26                | 16                |
| P. da Silva      | 12                | 48                | 42                | 1                 | 5                 |
| L. de Andrade    | 23                | 188               | 137               | 50                | 1                 |
| D. de Souza      | 26                | 432               | 383               | 23                | 26                |
| R. dos Anjos     | 5                 | 5                 | 4                 | 1                 | 0                 |
| T. do Nascimento | 8                 | 23                | 17                | 5                 | 1                 |
| G. Emina         | 27                | 225               | 195               | 22                | 8                 |
| E. Endres        | 0                 | 0                 | 0                 | 0                 | 0                 |
| M. Endres        | 22                | 38                | 33                | 4                 | 1                 |
| M. Gonçalves     | 18                | 23                | 20                | 2                 | 1                 |
| N. Krupp         | 10                | 6                 | 4                 | 0                 | 2                 |
| M. Pedrosa       | 0                 | 0                 | 0                 | 0                 | 0                 |
| D. Pureza        | 26                | 0                 | 0                 | 0                 | 0                 |
| M. Sgorlon       | -                 | -                 | -                 | -                 | -                 |
| M. Silva         | 27                | 52                | 23                | 10                | 19                |
| V. Sousa         | 21                | 105               | 75                | 27                | 3                 |

P = presenze; PT = punti totali; AV = attacchi vincenti; MV = muri vincenti; BV = battute vincenti

NB: Non sono disponibili i dati relativi alla Coppa del Brasile e, di conseguenza, quelli totali.